# Leonhard Haeberlin
Leonhard Haeberlin, auch Heberlein, Häberlin, Heberlin, (getauft am 26. November 1584 in Nürnberg; gestorben am 27. Januar 1656 ebenda) war ein Maler und Zeichner von Blumen, Porträts, Stadtansichten und Landschaften, sowie Mitglied des Großen Rates der Stadt Nürnberg.

## Leben
Haeberlin wurde von seinen Eltern christlich erzogen und besuchte eine Schule. Er war ein Sohn des Jobst Haeberlein (Heberlein, Heberle; gestorben vor dem 29. Juni 1601), Goldschmied und Bürgers der Stadt Nürnberg und dessen Frau Margaretha (geborene Maierhoffer oder Maierhofer, 10. Oktober 1544–16. November 1611), Tochter des Goldschmieds Hans Maierhofer (begraben am 21. März 1573) und dessen Frau Elsbeth (geborene Hillebrandt). Er hatte noch einen älteren Bruder, den Maler Johannes Heberle oder Johann (Hans) Heberlein (5. Oktober 1578–1615). Sein Vater schickte ihn im Jahr 1600 zu dem Maler Wolff (Wolfgang) Ritter in die Lehre, die er 1604 abschloss. Anschließend arbeitete er dort noch sechs Jahre als Geselle. Am 2. August 1610 wurde er mit dem Probestück ein Stück aus der Passion, wie der Herr Christus gebunden auf der Erden liegt zum Meister ernannt. Am 7. Januar 1611 heiratete er Margaretha (geborene Beck, begraben am 19. März 1657), eine Tochter von Hannß Georg Becks aus Rotenburg ob der Tauber.
Im Jahr 1637 wurde er durch den ehrbaren Rat in Nürnberg zum „Stadt- und Landschaftsmaler“ ernannt. 1640 wurde zum „RatsherrschaftGenannten“ des Größeren Rats gewählt und behielt dieses Amt bis zu seinem Tod. Er war viermal „Vorgeher seines Handwerks“ (1623–1627, 1633–1637, 1642–1647, 1650–1654). Er soll sich vor 1643 für einige Zeit in Ulm aufgehalten haben. In den Jahren 1637, 1640 und 1648 wird er in Urkunden als Gassenhauptmann bei St. Egydien erwähnt. Er erkrankte im Jahr 1652 an einem Fluss, von dem er sich nicht mehr erholte. Er wurde am 30. Januar 1656 begraben, das Grab Nr. 1422 befand sich auf dem Rochusfriedhof.
Haeberlin hatte zahlreiche Schüler, darunter die Maler Johann Rößner (1614–1619), Paulus Drechsel (1619–1624), Rudolf Geng (1624–1628), Hans Schmidt (1628–1632), Hans Leonhard Brechtel (1637–1643), Johann Andreas Graff (ca. 1650–1653) und zuletzt der Porträtmaler Hieronymus Franz Fuchs (1653–1656).

## Werke (Auswahl)

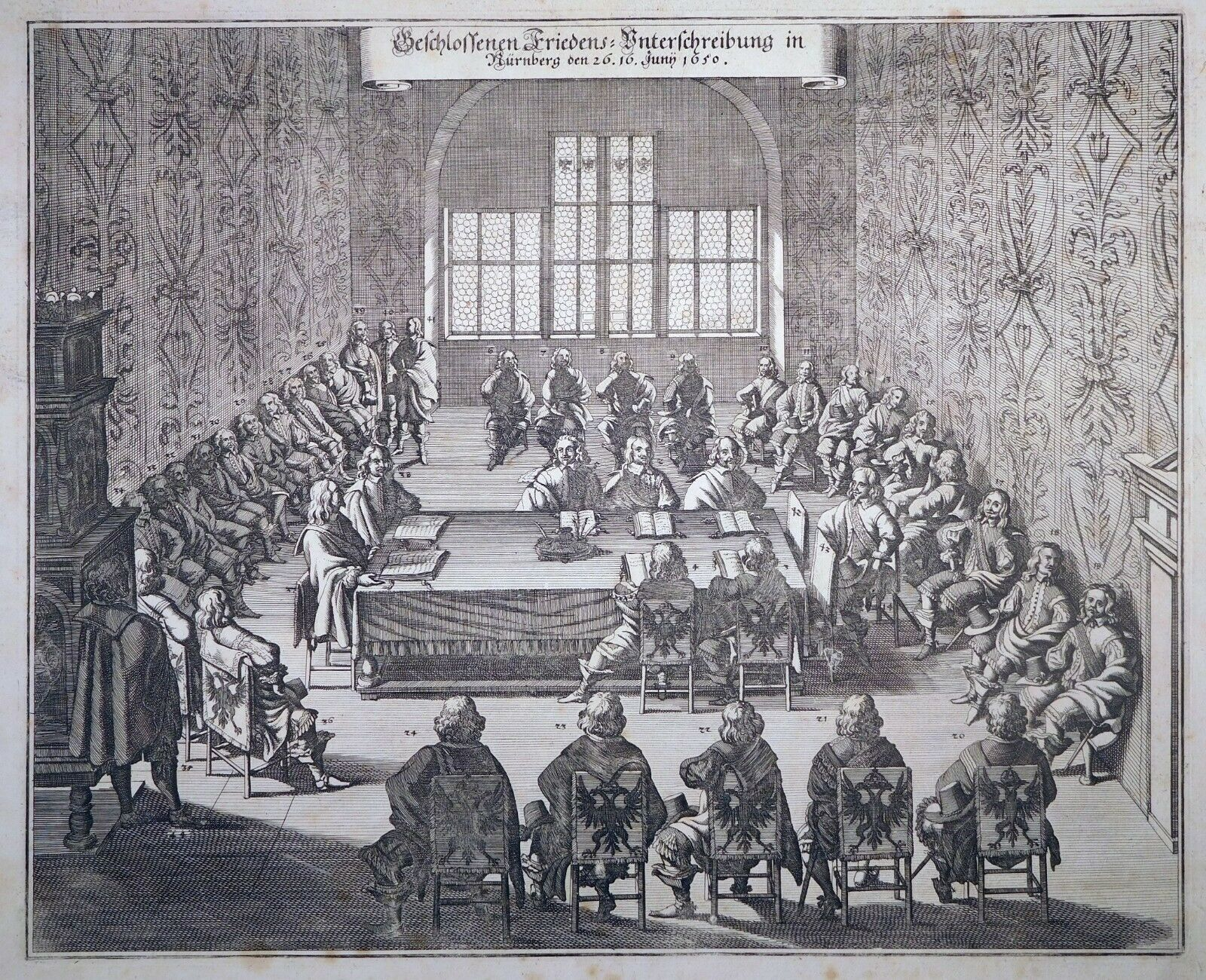
Radierung nach einer Zeichnung von Haeberlin

- Zeichnungen allegorischen und historischen Inhalts (mit ligiertem LH signiert)
- 1634: Fassmaler des Veit-Stoß-Kruzifixes in St. Sebald
- 1638: Übermalung der Bildnisse der Helene Tucher und des Christoph Scheuerl
- 1652: Erneuerung der 1522 entstandenen Fresken am Gebäude der Münzschau
- Maler von Grotesken und „dergleichen wunderlichen einfallen“ für Sommerlauben und Gartenhäuser

Er war auch als Bilderrestaurator und Porträtmaler tätig.